# Petrus Chrysologus

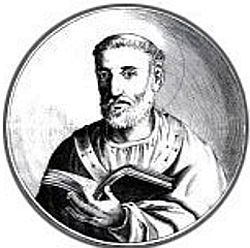
Petrus Chrysologus

Petrus Chrysologus (* um 380 in Classis bei Ravenna; † 31. Juli (?) 451) war Bischof von Ravenna und wird in der katholischen Kirche als Heiliger und Kirchenlehrer verehrt.

## Leben
Über das Leben von Petrus sind nur wenige gesicherte Fakten bekannt. Zwischen 424 und 431 wurde er zum Bischof von Ravenna ernannt; nach der Erhebung Ravennas zur Metropole wurde er damit auch Metropolit. In seinen Predigten beschäftigt er sich auch mit dem städtischen Leben in der damals eine Blütezeit erlebenden Handelsstadt. Petrus gilt als enger Vertrauter von Papst Leo dem Großen und hatte auch Einfluss am kaiserlichen Hof.
Begraben ist er im Dom von Imola.

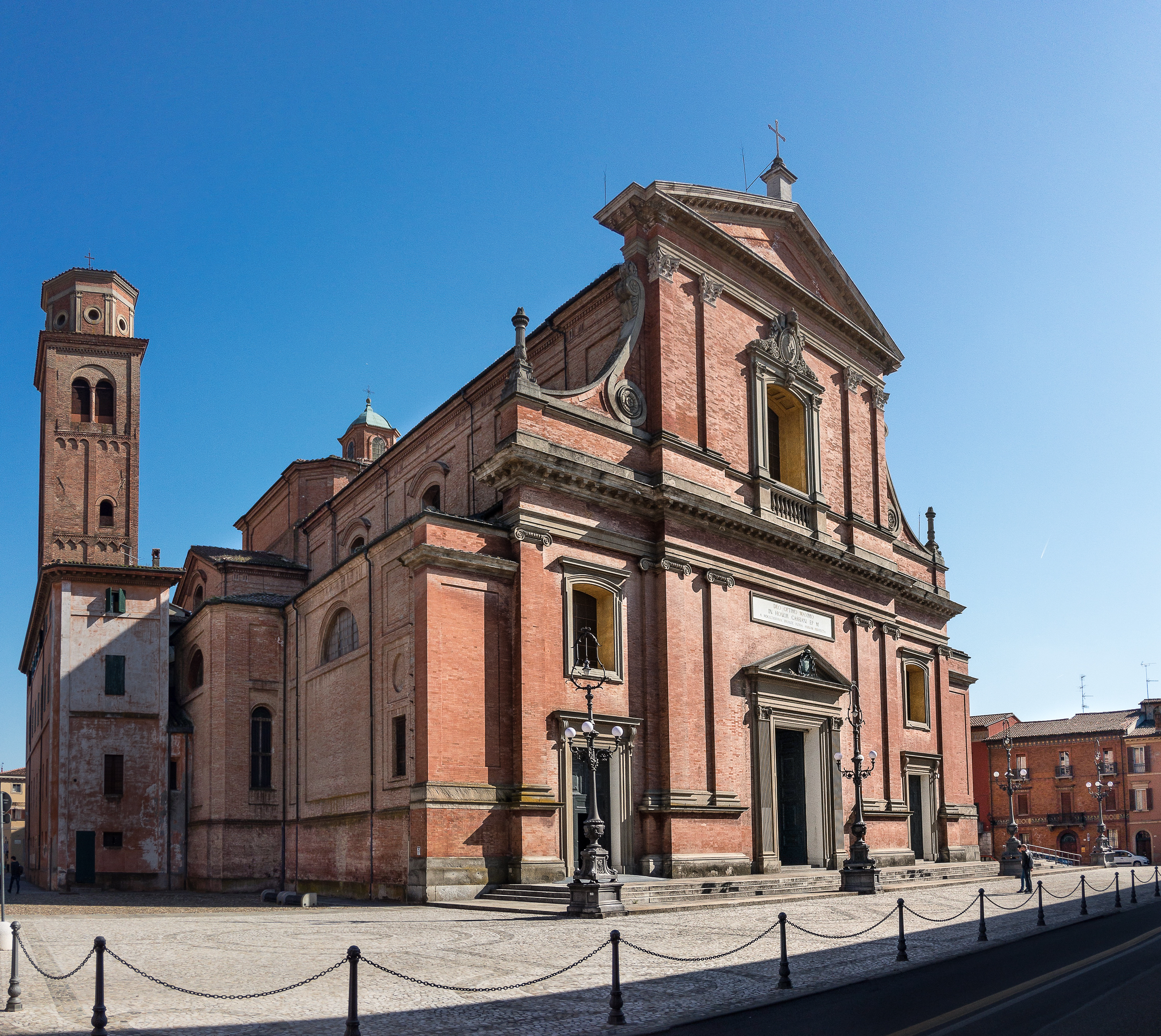
Kathedrale San Cassiano Imola.

Bereits im 9. Jahrhundert erhielt er den Beinamen Chrysologus („Goldredner“) durch Agnellus von Ravenna, der auch eine Biografie über ihn verfasste. Grund dafür war vermutlich der Vergleich mit dem Prediger der Ostkirche, Johannes Chrysostomus („Goldmund“), zu dem man in der römischen Kirche einen Gegenpol schaffen wollte.

## Wirken
Von Petrus Chrysologus sind 168 (nach anderen Quellen 176 oder 183) Predigten erhalten. In diesen legt er die Evangelientexte, die Psalmen, die Paulus-Briefe und das Vater unser aus. Außerdem widmet er sich den Heiligen der damaligen Zeit. Aus theologischer Sicht stehen sie im Zeichen des Konzils von Ephesus (431).
Viele Texte von Petrus haben heute noch ihren festen Platz im Lektionar und im Stundenbuch der katholischen Kirche.
- Ernennung zum Kirchenlehrer durch Papst Benedikt XIII. 1729
- Patron gegen Fieber und Tollwut
- Gedenktag: 30. Juli[3]

### Werke
Zum ersten Mal zusammengefasst wurden 176 seiner Predigten von Bischof Felix von Ravenna (707-717). Ausgewählte Predigten von Petrus Chrysologus finden sich zum Beispiel in:
- M. Held: Ausgew. Reden des hl. Petrus C. nach dem Urtext übers. u. mit Einl. Vers., 1874
- Maranatha: Adventsgebete aus Ravenna. Übertr. u. eingel. v. Wilhelm Schmidt, Wien 1958